# پادشاه ملکه (فیلم ۲۰۱۳)
پادشاه ملکه (به تامیلی: Raja Rani) یا راجا رانی یک فیلم کمدی-درام و عاشقانه محصول سال ۲۰۱۳ سینمای تامیل به کارگردانی اتلی کومار با بازی آریا، نایانتارا، نظریه ناظم و سانتانام است.
این فیلم در ۲۷ سپتامبر ۲۰۱۳ اکران شد و پس از اکران بازخوردهای مثبتی دریافت کرد.

## داستان
جان و رجینا که از یکدیگر متنفرند، مجبور به ازدواج و زندگی پر دردسر می‌شوند. با این حال، وقتی این زوج دچار یک تراژدی ناگهانی می‌شوند، همه چیز تغییر می‌کند.

## بازسازی‌ها
- فقط به خاطر تو (۲۰۱۵)
- عشق یک رویاست (۲۰۲۴)
- بیبی جان (۲۰۲۵)